# María Belén Simari Birkner
María Belén Simari Birkner (San Carlos de Bariloche, 18 de agosto de 1982) es una esquiadora olímpica argentina.

## Carrera
Representó a la Argentina en los Juegos Olímpicos de Invierno de 2006 en Turín, Italia (donde también fue abanderada durante la ceremonia de apertura), y de 2010 en Vancouver, Canadá, en las pruebas de esquí alpino. También participó en la Copa del Mundo de Esquí Alpino de 2005, donde llegó a la posición número 20 en el evento de conjunto, y en el Campeonato Mundial de Esquí Alpino de 2009. Es la hermana de los esquiadores alpinos Cristian Simari Birkner y Macarena Simari Birkner. No pudo competir en los Juegos Olímpicos de Sochi 2014, en Rusia, por la negativa del Comité Olímpico Argentino.